# 베로니카 마스 (영화)
《베로니카 마스》(영어: Veronica Mars)는 2014년 개봉한 미국의 네오누아르 코미디 드라마 미스터리 영화이다. 동명 텔레비전 시리즈의 극장용 영화판이다.

## 출연진
- 크리스틴 벨
- 제이슨 도링
- 크리스틴 리터
- 라이언 핸슨
- 프랜시스 캐프라
- 퍼시 대그스 3세
- 크리스 로웰
- 티나 메이저리노
- 엔리코 콜런토니
- 개비 호프먼
- 제리 오코널
- 마틴 스타
- 켄 머리노
- 맥스 그린필드
- 어맨다 노럿
- 대런 노리스
- 앤드리아 이스텔라
- 샘 헌팅턴
- 제시카 커마초
- 리사 손힐
- 크리스틴 레이킨
- 제이미 리 커티스
- 저스틴 롱
- 카일 본하이머
- 댁스 셰퍼드
- 제임스 프랭코
- 이든 셔
- 데이브 “그루버” 앨런
- 에디 제미슨